# Piret Järvis-Milder
Piret Järvis-Milder, född 6 februari 1984 är en estnisk musiker och låtskrivare, känd som gitarrist och sångerska i bandet Vanilla Ninja, där hon även skriver merparten av bandets lyrik. Hon har även varit soloartist under Vanilla Ninjas uppehåll mellan 2008 och 2021, och arbetar för estnisk TV, på TV3 och MTV.